# Peter Sykora (Bühnenbildner)
Peter Sykora (* 23. April 1944 in Reichenberg, Reichsgau Sudetenland) ist ein deutscher Bühnenbildner für Schauspiel und Musiktheater sowie Hochschullehrer für Szenographie.
Sykora absolvierte zunächst eine Lehre als Dekorationsmaler am Leipziger Theater, anschließend wechselte er an die Hochschule für Bildende Künste Dresden. Es folgten Engagements an die Theater in Görlitz und Zittau sowie das Berliner Maxim-Gorki-Theater. Auf Anregung von Harry Kupfer wirkte er 1974 erstmals als Bühnenbildner an der Dresdner Staatsoper (im Schauspielhaus Dresden).
1978 kam er erstmals nach Bayreuth, wo er die Ausstattung des Fliegenden Holländers entwarf. 1981 übersiedelte er von der DDR in die Bundesrepublik. Seither war er als freier Bühnenbildner in Berlin, Köln und vielen großen europäischen Opernhäusern tätig, darunter in London, Los Angeles, Zürich, Hamburg, Stuttgart, Essen, Köln, Tokio und Kopenhagen. Immer wieder stattete er auch Schauspielproduktionen aus und arbeitete an alternativen Spielstätten.
Einer seiner Arbeitsschwerpunkte wurde 1983 die Deutsche Oper Berlin. Mit Götz Friedrich erarbeitete er 1983 zunächst Fausts Verdammnis, 1986 Turandot, 1988 La Bohème, 1990 Lohengrin und Mathis der Maler, 1993 Die Meistersinger von Nürnberg, 1995 Carmina Burana und 1999 Moses und Aron. Für Paul Flieder entstand 1990 die Ausstattung der Kurzopern Der Kapellmeister und Die Magd als Herrin im Foyer, für John Dew entwarf er 1994 Andrea Chénier.
Im Bereich des Tanztheaters entwarf er für Maurice Béjart 1990 den Ring um den Ring, für Peter Schaufuss ab 1993 die „Tschaikowski-Trilogie“ mit Schwanensee, Dornröschen, Der Nussknacker und für Patrice Montagnon Boris Blachers Hamlet (1987).
Als eine seiner wichtigsten Arbeiten gilt ab 1984 auch die Ausstattung für Richard Wagners Ring des Nibelungen mit dem sogenannten „Zeittunnel“ in der Deutschen Oper Berlin.
Sykora lehrt auch als Professor für Szenographie an der Technischen Fachhochschule Berlin.